# Cofana jedarfa
Cofana jedarfa är en insektsart som beskrevs av Young 1979. Cofana jedarfa ingår i släktet Cofana och familjen dvärgstritar. Inga underarter finns listade i Catalogue of Life.